# Bălăceanu
Bălăceanu è un comune della Romania di 1 806 abitanti, ubicato nel distretto di Buzău, nella regione storica della Muntenia.